# PDF Expert
PDF Expert是一款可以用于编辑的PDF文件的App，于2010年和第一代iPad同时上市。目前用户可以在 iPhone、iPad 和Mac上使用该App 阅读、注释和编辑 PDF文件。